# Cristidorsa
Cristidorsa – wyróżniony w 2019 roku rodzaj jaszczurek z podrodziny Draconinae w obrębie rodziny agamowatych (Agamidae).

## Zasięg występowania
Rodzaj obejmuje gatunki występujące w Bhutanie, Indiach i Mjanmie.

## Systematyka

### Etymologia
Cristidorsa: łac. crista „czub, grzebień”; dorsum „grzbiet”.

### Podział systematyczny
Gatunki przeniesione na podstawie danych genetycznych z Japalura. Do rodzaju należą następujące gatunki:
- Cristidorsa otai (Mahony, 2009)
- Cristidorsa planidorsata (Jerdon, 1870)